# Lei de Fick
A lei de Fick é uma lei quantitativa na forma de equação diferencial que descreve diversos casos de difusão de matéria ou energia em um meio no qual inicialmente não existe equilíbrio químico ou térmico. Recebe seu nome de Adolf Eugen Fick, que as derivou em 1855. 
Em situações nas quais existem gradientes de concentração de uma substância, ou de temperatura, se produz um fluxo de partículas ou de calor que tende a homogenizar a dissolução e uniformizar a concentração ou a temperatura. O fluxo homogenizador é uma consequência estatística do movimento aleatório das partículas que dá lugar ao segundo princípio da termodinâmica, conhecido também como movimento térmico casual das partículas. Assim, os processos físicos de difusão podem ser vistos como processos físicos ou termodinâmicos irreversíveis. Vale lembrar que a difusão  de partículas, por exemplo, não necessariamente ocorre de um meio mais concentrado para um meio menos concentrado, e sim devido a uma diferença no Potencial químico da solução.
Este fluxo irá no sentido oposto do gradiente e, se este é débil, poderá aproximar-se pelo primeiro termo da série de Taylor, resultando a lei de Fick
{\displaystyle {\vec {J}}=-D\nabla c}
sendo {\displaystyle D} o coeficiente de difusão da espécie de concentração {\displaystyle c}.
No caso particular do calor, a lei de Fick se conhece como lei de Fourier e se escreve como
{\displaystyle {\vec {q}}=-k\nabla T}
sendo {\displaystyle k\,} a condutividade térmica.
O Coeficiente de difusão pode ser calculado teoricamente para gases com erros não muito significativos, mas para líquidos e sólidos somente dados experimentais devem ser usados uma vez que a difusão de gases, líquidos e sólidos é extremamente complicada e as teorias não abrangem totalmente os seus mecanismos. O dispositivo utilizado para fazer a medição experimental do coeficiente difusivo mássico de gases é a célula de Arnold.
Combinando a lei de Fick com a lei de conservação para a espécie c
{\displaystyle {\frac {\partial c}{\partial t}}+\nabla \cdot {\vec {J}}=0}
resulta a equação de difusão ou segunda lei de Fick:
{\displaystyle {\frac {\partial c}{\partial t}}-D\nabla ^{2}c={\frac {\partial c}{\partial t}}-D\left({\frac {\partial ^{2}c}{\partial x^{2}}}+{\frac {\partial ^{2}c}{\partial y^{2}}}+{\frac {\partial ^{2}c}{\partial z^{2}}}\right)=0}
Se existe produção ou destruição da espécie (por uma reação química), a esta equação deve adicionar-se um termo de fonte, descrito pela variável s na formulação abaixo:
{\displaystyle {\frac {\partial c(x,y,z,t)}{\partial t}}-D\left({\frac {\partial ^{2}c(x,y,z,t)}{\partial x^{2}}}+{\frac {\partial ^{2}c(x,y,z,t)}{\partial y^{2}}}+{\frac {\partial ^{2}c(x,y,z,t)}{\partial z^{2}}}\right)=s}
Quando trabalhamos em regime estacionário a primeira derivada da equação acima é zero pois como estamos em regime estacionário as concentrações não podem variam com o tempo; da mesma forma, em regime estacionário não há acúmulo.  
Quando há reação química existem duas possibilidades: reação química homogênea e reação química heterogênea. Na reação química homogênea a reação ocorre ao longo do caminho de difusão, ou seja, ao passo que o componente migra na solução ele vai reagindo e sendo consumido; desta forma, reação química e difusão ocorrem concomitantemente. Quando a reação química é dita heterogênea a reação ocorre somente na fronteira e neste caso a reação e difusão são independentes uma da outra.
A lei de Fick  possui duas contribuições, a primeira  refere-se à difusão do componente na solução, por exemplo, ao movimento das partículas devido a uma diferença de potencial químico do sistema. A segunda parte da equação à chamada parcela advectiva, ela origina-se do movimento global do fluido.
A segunda parcela da equação (a parcela advectiva) pode muitas vezes ser desprezadas para líquidos e sempre ser desconsiderada para sólidos uma vez que o movimento mascroscópico de sólidos e quase nulo. Quando esta simplificação é feita estamos fazendo uma aproximação de meio estacionário.Para o caso particular da temperatura, se aplica se a energia interna é proporcional à temperatura, o resultado é a equação do calor.
{\displaystyle \rho C{\frac {\partial T}{\partial t}}-k\nabla ^{2}T=0}
com {\displaystyle C\,} a capacidade calorífica e {\displaystyle \rho } a massa específica.